# Challenger de Antalya
El Antalya Challenger es un torneo profesional de tenis. Pertenece al ATP Challenger Tour. Se juega desde el año 2021 sobre pistas de tierra batida, en Antalya, Turquía.
Desde el año 2024 se celebró por primera vez en la modalidad femenina en la categoría WTA 125s.

## Palmarés

### Individual masculino
| Año      | Campeón         | Finalista       | Resultado        |
| -------- | --------------- | --------------- | ---------------- |
| 2021 (1) | Jaume Munar     | Lorenzo Musetti | 6–7(7), 6–2, 6–2 |
| 2021 (2) | Carlos Taberner | Jaume Munar     | 6–4, 6–1         |
| 2021 (3) | Nuno Borges     | Ryan Peniston   | 6–4, 6–3         |
| 2021 (4) | Evgenii Tiurnev | Oleg Prihodko   | 3–6, 6–4, 6–4    |
| 2022     | No celebrado    | No celebrado    | No celebrado     |
| 2023     | Fábián Marozsán | Sebastian Ofner | 7–5, 6–0         |

### Individual femenino
| Año  | Campeón                | Finalista           | Resultado     |
| ---- | ---------------------- | ------------------- | ------------- |
| 2024 | Jéssica Bouzas Maneiro | Irina-Camelia Begu  | 6–2, 4–6, 6–2 |
| 2025 | Anca Todoni            | Leyre Romero Gormaz | 6–3, 6–2      |

### Dobles masculino
| Año      | Campeones                            | Finalistas                               | Resultado         |
| -------- | ------------------------------------ | ---------------------------------------- | ----------------- |
| 2021 (1) | Denys Molchanov Aleksandr Nedovyesov | Luis David Martínez David Vega Hernández | 3–6, 6–4, [18–16] |
| 2021 (2) | Denys Molchanov Aleksandr Nedovyesov | Robert Galloway Alex Lawson              | 6–4, 7–6(2)       |
| 2021 (3) | Riccardo Bonadio Giovanni Fonio      | Hsu Yu-hsiou Tseng Chun-hsin             | 3–6, 6–2, [12–10] |
| 2021 (4) | Hsu Yu-hsiou Oleksii Krutykh         | Sanjar Fayziev Markos Kalovelonis        | 6–1, 7–6(5)       |
| 2022     | No celebrado                         | No celebrado                             | No celebrado      |
| 2023     | Filip Bergevi Petros Tsitsipas       | Sarp Ağabigün Ergi Kırkın                | 6–2, 6–4          |

### Dobles femenino
| Año  | Campeonas                            | Finalistas                 | Resultado         |
| ---- | ------------------------------------ | -------------------------- | ----------------- |
| 2024 | Angelica Moratelli Camilla Rosatello | Tímea Babos Vera Zvonareva | 6–3, 3–6, [15–13] |